# كنعان وصفي
كنعان وصفي فنان عراقي من مواليد 8 سبتمبر 1932 في الموصل.
درس في معهد الموسيقى العالي في القاهرة حيث تعرف عام 1963 على زوجته المصرية التي توفيت سنة 1992. له معها ثلاث أولاد هم كريم وناغين وسالين.
بدأ مسيرته الفنية في عام 1948 رساما لصور فنانين. ثم أوكل إليه كازينو بطرس في بيروت عام 1951 مهمة رسم ديكورات المسرح الصيفي. كان يغني أثناء عمله أغاني لمحمد عبد الوهاب مما لفت نظر صاحبة الكازينو (نادية شمعون) فأعجبت بصوته وطلبت منه الغناء في الكازينو فحقق كنعان وصفي النجاح من خلال ذلك. أسس بعد ذلك فرقة مثل معها قصة طرزان.
التقى في الخمسينات بالفنان المصري علي إسماعيل وقدم له لحن أغنية (في سكون الليل). نظم إثر العدوان الثلاثي على مصر مع الفنانين كارم محمود وفايدة كامل عدة أغاني وطنية ادت به إلى مصاف النجومية.
مثل في نهاية خمسينات القرن العشرين دور البطولة في أول مسرحية له في القاهرة هي مسرحية (الأرملة الطروب).
مثل عام 1960 أول فيلم له مع رشدي أباظة ومحمود المليجي وبرلنتي عبد الحميد بعنوان صراع في الجبل من إخراج حسام الدين مصطفى. ثم شارك في فيلم الناصر صلاح الدين مع أحمد مظهر وصلاح ذو الفقار ونادية لطفي وإخراج يوسف شاهين. كما مثل في فيلم (عاشور قلب الأسد) امام عبد السلام النابلسي وفيلم (عنتر يغزو الصحراء) إخراج نيازي مصطفى وفيلم (شيماء اخت الرسول) وفيلم (اخطر رجل في العالم) مع فؤاد المهندس وفيلم (مهمة في تل ابيب) امام نادية الجندي كما شارك في الأدوار البطولية لفيلم القادسية العراقي وذلك في دور المغيرة بن شعبة وقد أخرجه المخرج الراحل صلاح أبو سيف. وفي التسعينات قام باداء شخصية فتوح في فيلم لهيب الانتقام للمخرج سمير سيف.
قام بأداء شخصية كتبغا في مسلسل الفرسان للمخرج حسام الدين مصطفى، وشارك كذلك في مسلسل حساب السنين مع صلاح ذو الفقار وقد أخرجه المخرج عادل صادق.
غنى كنعان وصفي في استعراضات غنائية مع شريفة فاضل في (مهر العروسة) واوبريت (وداد الغازية) مع هدى سلطان واوبريت حمدان وبهانه وابريت الشاطر حسن.
قدم في العراق أغاني والحان لاكثر من 300 أغنية.
ترأس قسم الغناء والموسيقى في الإذاعة والتلفزيون لعدة سنوات ولحن لعشرات الاصوات العراقية مثل (فاضل عواد-أنوار عبد الوهاب-الراحل صباح السهل-مائدة نزهت)، ولحن افتاحية مسلسل عن الشاعر الفلسطيني إبراهيم طوقان من إنتاج أردني عراقي مشترك التي قدمها بصوته والمغنية سيتا هاكوبيان.
مثل عدة أفلام عراقية منها (فتى الصحراء) بدور والد عنترة كما شارك في بعض أفلام السكرين التي لايشرفه ذكرها لمستواها الفني المتواضع.
توفي في 28 أغسطس 2000 بعد أن أنجز ما يقارب من 112 فيلماً سينمائيا و300 أغنية منها أغنية عالرباعية من أناشيد الثورة الفلسطينية.¹

## روابط خارجية
- مقال عن كنعان وصفي في الصوت الآخر